# 2채널러
2채널러(2 channeler, 2ちゃんねらー, 2채널 사용자)란 다음의 뜻으로 사용되는 말이다.
1. 전자게시판 사이트 2채널의 이용자. 뉴스 사이트에서도 이 이름을 사용하는 경우가 있다.[1]
2. 2채널에서 독자적으로 생긴 새로운 용어와 아스키 아트(AA)를 구사하는 사람.

이 중 전자(前者)인 2채널의 이용자라는 쓰이는 경우가 더 많아지고 있다. 다만 일반적으로 글을 올리거나 읽기만 하는 이용자보다는, 거의 매일 게시판에 상주하는 이용자(흔히 주민이라고 부른다)를 2채널러라고 하는 경향이 있다.